# Hendrik Frensch Verwoerd
Hendrik Frensch Verwoerd, južnoafriški politik, * 8. september 1901, Amsterdam, † 6. september 1966, Cape Town.
Verwoerd je bil predsednik Vlade Južnoafriške republike med letoma 1958 in 1966.